# Zvenyhorod
Zvenyhorod est un village ukrainien situé à l'ouest du pays dans l'oblast de Lviv. En 2024, sa population était de 1 106 habitants.
Depuis juillet 2020, le village fait partie de la communauté territoriale du village de Davydiv.

## Histoire
Le village fut la capitale de l'ancienne Principauté de Zvenyhorod aux XIe et XIIe siècles. Le prince Iaropolk de Kiev y aurait été assassiné par l'un de ses vassaux.